# Álvaro Arnaldo Craveiro
Álvaro Arnaldo Craveiro foi Ministro das Finanças angolano no governo de José Eduardo dos Santos de março de 1994 a maio de 1995.